# Jozef Bajerovský
Jozef Bajerovský (* 1934) je bývalý slovenský fotbalista, útočník.

## Fotbalová kariéra
V československé lize hrál za Iskru Žilina, Jednotu Trenčín a TŽ Třinec. Dal 4 ligové góly.

## Ligová bilance
| Ročník                                   | Zápasy | Góly | Klub            |
| ---------------------------------------- | ------ | ---- | --------------- |
| Přebor československé republiky 1955     | -      | 1    | Iskra Žilina    |
| 1. československá fotbalová liga 1960/61 | 3      | 0    | Jednota Trenčín |
| 2. československá fotbalová liga 1962/63 | -      | -    | TŽ Třinec       |
| 1. československá fotbalová liga 1963/64 | 13     | 3    | TŽ Třinec       |
| CELKEM 1. liga                           | -      | 4    |                 |